# Robert Icke
Robert Icke (* 29. listopadu 1986 Stockton-on-Tees (hrabství Durham) je britský divadelní režisér, prozaik a dramatik.

## Život a dílo
Narodil se a vyrostl ve Stockton-on-Tees. O divadlo se začal zajímat jako teenager poté, co viděl Kennetha Branagha hrát ve filmech Looking for Richard (1986) o králi Richardovi III. a  Jindřich V. (1989). Po vystudování anglické literatury na Cambridgeské univerzitě nastoupil Icke do divadla jako chráněnec Michaela Grandage, později pracoval jako pomocný režisér pro Theu Sharrockovou, Michaela Attenborougha a Trevora Nunna. V roce 2010 nahradil Bena Powera na místě zástupce ředitele divadelní společnosti Headlong Ruperta Goolda, kde režíroval britské turné Romea a Julie a adaptaci Duncana Macmillana z roku 1984, nejprve v Nottinghamu v roce 2013 a poté na Broadwayi v roce 2017.
V roce 2013 se stal zástupcem ředitele divadla Almeida, kde se prosadil inscenacemi moderních her jako Mr. Burns, Post-Electric Play a The Fever (v roce 2014). V roce 2015 zaznamenal velký úspěch svou adaptací Aischylovy Oresteie, kterou upravil a ke které připsal vlastní akt. Inscenace trvala přibližně čtyři hodiny, dosáhla velkého kritického úspěchu jak při debutu v divadle Almeida, tak při znovuvuvedení v Trafalgar Studios v londýnském West Endu. Ickeho režie byla oceněna cenou Laurence Oliviera a cenou Evening Standard Theatre Awards. Oresteia byla dále uvedena v nizozemštině v Toneelgroep Amsterdam v roce 2018 a opět na Mezinárodním divadelním festivalu v Edinburghu v roce 2019.
Dále Icke adaptoval dramata Strýček Váňa od A. P. Čechova, Marie Stuartovna od Fridricha Schillera a Shakespearova Hamleta. V roce 2016 debutoval v Královském národním divadle režií divadelní adaptace románu Georgese Simenona La Maine. V létě 2019 Icke opustil Almeidu, aby se mohl věnovat kariéře režiséra na volné noze. V roce 2019 také režíroval premiéru svého dramatu Doktor, volně na motivy Profesora Bernhardiho od Arthura Schnitzlera, za to byl v roce 2020 nominován na cenu Laurence Oliviera za nejlepší novou hru.

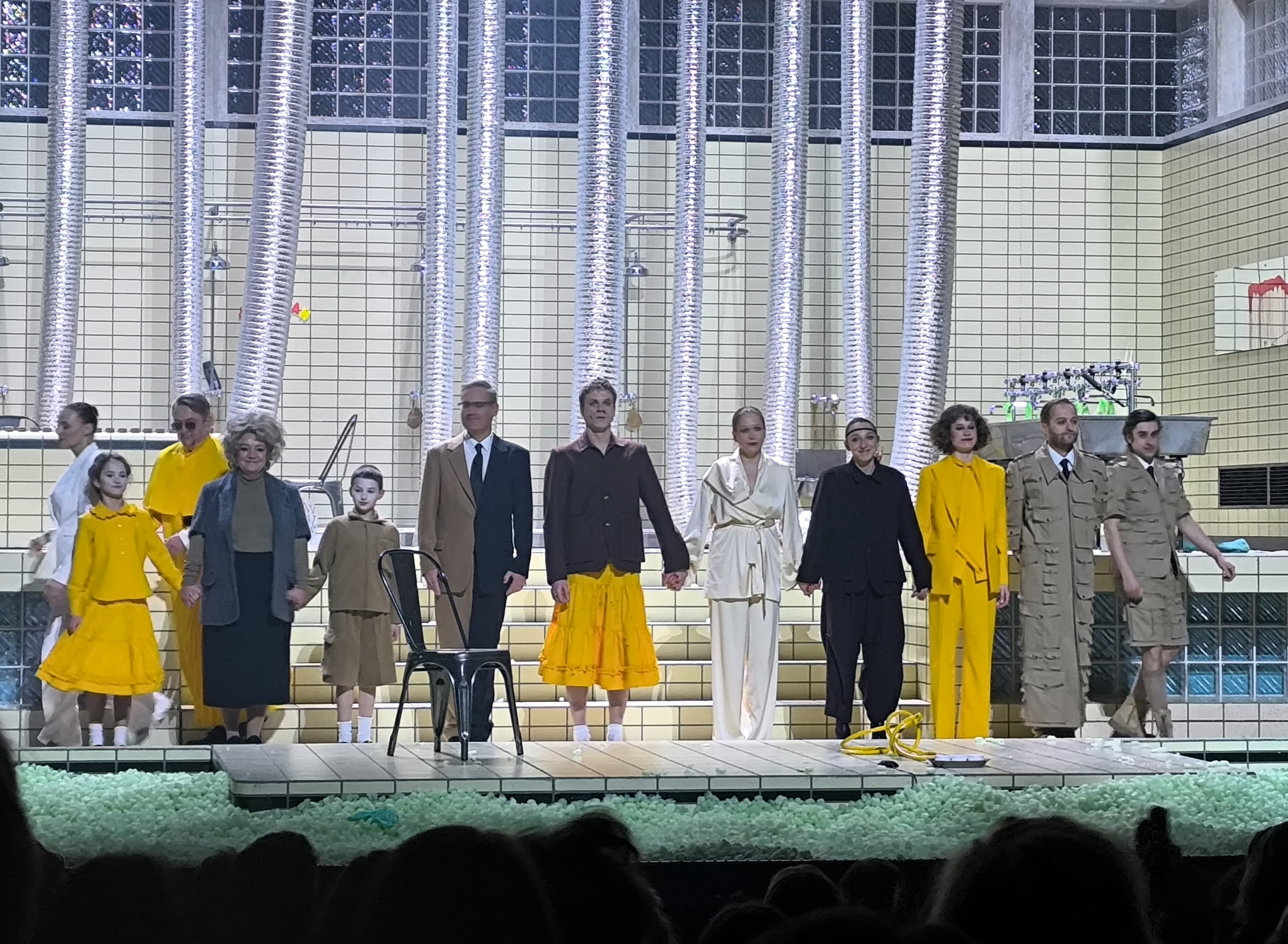
Robert Icke: Oresteia, Národní divadlo Praha (2025)

V červnu 2018 byl zvolen členem Královské společnosti literatury.

## České adaptace
- 2025 Oresteia. Národní divadlo, premiéry 6. a 7. února 2025, překlad: Pavel Dominik, režie: Marián Amsler. Představení je oproti originálu značně seškrtáno (ze 4 hodin na 2 hodiny 28 minut). Hrají: Agamemnón: David Matásek, Klytaimnéstra: Zuzana Stivínová mladší, Orestés: Zdeněk Piškula, Elektra: Jindřiška Dudziaková,  Doktorka: Gabriela Mikulková, reportér: Marek Daniel a další.[1]